# Personaggi di Bayonetta
Questa è una lista dei personaggi della serie videoludica Bayonetta.

## Bayonetta

### Bayonetta
Bayonetta è una strega misteriosa, risvegliatasi nel mondo moderno dopo un sonno secolare senza ricordi del passato. Si scopre successivamente che è nata da una relazione tra una Strega, di nome Rosa, e un Saggio di Lumen, Padre Balder. Dopo che sua madre venne imprigionata e suo padre esiliato, venne addestrata alle arti oscure dalle Streghe di Umbra, nonostante la vedessero come la "pecora nera" del clan. Dopo la fine della caccia alle streghe, insieme a Jeanne, è l'ultima sopravvissuta del clan. Bayonetta è una donna bellissima, alta e piuttosto formosa. Caratteristici sono i suoi lunghissimi capelli neri che compongono il suo abbigliamento, assumendo le sembianze di una tuta di pelle. Grazie ad essi, è in grado di utilizzare la cosiddetta Chioma malefica e le Apoteosi: i suoi capelli, infatti, divengono una sorta di conduttore per evocare demoni utilizzati per attaccare. Tale abilità è stata ottenuta stringendo un patto con un demone, Madama Butterfly. La sua personalità ribelle e sfacciata le consente di mantenere la calma anche con nemici superiori, come le Virtù cardinali.
Nel capitolo successivo ritorna con un look diverso, dai capelli più corti, una nuova tuta color nero e blu e nuovi poteri, tra i quali l'Apoteosi di Umbra, che permette di utilizzare i demoni delle apoteosi del primo capitolo durante le combo.

### Rodin
Trafficante d'armi, barista e titolare del locale noto come Le Porte dell'Inferno. Egli è un demone, un ex-angelo, sempre disposto a vendere i suoi prodotti a Bayonetta in cambio delle aureole sottratte agli angeli che uccide. Inoltre, portandogli degli LP d'oro di inni angelici, Rodin utilizzerà la melodia angelica per far uscire allo scoperto i demoni più pericolosi e utilizzarli per le sue armi. Acquistando il Biglietto di Platino al costo di un milione di aureole, Rodin potrà affrontare Bayonetta nella sua forma originale, quella di Padre Rodin.
In Bayonetta 2, il suo ruolo non è diverso da quello del gioco precedente, e consisterà nel vendere nuove armi infernali, accessori, oggetti e i suoi cosiddetti "tesori" durante il corso dell'avventura. Tuttavia, aiuterà Bayonetta nella battaglia contro Alraune, e sarà affrontabile come boss nella sua forma demoniaca nella Doppia Apoteosi o comprando il biglietto di Platino. Il suo nuovo look ha più accenti giapponesi.

### Luka Redgrave
Soprannominato "Cheshire" da Bayonetta, Luka è un abile giornalista e artista della fuga, che sta braccando Bayonetta per rivelarne la vera identità, poiché crede che lei sia la responsabile della morte di suo padre, Antonio Redgrave, di cui è possibile trovare gli appunti durante il gioco. Pur non avendo particolari abilità, Luka porta nelle larghe maniche del suo cappotto un gadget speciale in grado di lanciare un rampino che gli permette di accedere a posti impervi o per fuggire da situazioni scomode. Le sue qualità più evidenti sono la personalità ribelle e la fortuna sfacciata. Ha un'indole da dongiovanni, poiché fa il nome di molte donne con cui sembra avere una contemporanea relazione, benché sembra avere più occhio per la bellezza di Bayonetta, soffermandosi a fissare distratto le sue forme.
Nel secondo gioco avrà un ruolo meno marginale, dal momento che Rodin gli ha dato degli occhiali magici che gli permettono di vedere nel Purgatorio. Sarà lui a fornire a Bayonetta nuove informazioni sulle Trinità delle Realtà, e che non è Jubileus a governare il mondo umano, la cui custodia è in realtà affidata all'essere che controlla il caos, noto come Aesir. Luka avrà anche un look diverso, da cowboy.

### Cereza
Una bambina che segue Bayonetta per gran parte del gioco, insistendo col dire che lei è sua madre. Poiché braccata dalle forze angeliche, Bayonetta e Luka trascorrono gran parte del gioco prendendosi cura di lei, proteggendola e fungendo da guardiani. Somiglia incredibilmente a Bayonetta, e si scopre in seguito che Cereza non è altro che la stessa Bayonetta da bambina, portata nel presente da Padre Balder. Forse proprio per questo possiede capacità magiche, dato che può vedere gli angeli e persino incantare degli occhiali per un breve periodo per permettere anche a Luka di vederli. Alla fine, viene riportata nel suo tempo. Si scopre, infine, che è stato Luka a dare a Bayonetta la passione per i lecca-lecca alla fragola, poiché glieli fece assaggiare per la prima volta da bambina.

### Enzo
L'inetto amico umano e scurrile di Rodin e Bayonetta. Sarà lui a condurre Bayonetta verso il monte Fimbulventr, illustrando l'importanza della montagna. Il vestiario di Enzo ricorda quello della mafia italiana, accentuando il fatto che Enzo è italiano. Ha una moglie che ama molto e dei figli che farebbe qualunque cosa per vederli felici. In uno degli universi alternativi mostrati in Bayonetta 3, Enzo è un famoso investigatore, caparbio e orgoglioso che guida un ingente gruppo di poliziotti per catturare Bayonetta insieme a sua madre, che sono due famigerate ladre: le gatte nere. Tutta via esse rubano solo reperti appartenuti al clan di umbra esposti nei musei.

## Bayonetta 2

### Balder
Saggio di Lumen padre di Bayonetta. Combatte con una lancia dalla doppia lama, e, similmente alla Chioma malefica delle streghe di Umbra, è in grado di evocare le membra dorate delle Virtù cardinali per aiutarlo in battaglia. Durante la caccia alle streghe, viene ingannato da Loptr, che lo conduce al tempo presente e lo manda, in veste di un saggio di Lumen mascherato, a caccia di Loki, che scambia erroneamente per l'assassino di sua moglie Rosa (uccisa in realtà dallo stesso Loptr). Fungerà sia come nemico sia come alleato, aiutando Bayonetta durante la battaglia finale. Alla fine prenderà nel corpo lo spirito di Loptr per impedirgli di reincarnarsi, prima di scomparire di nuovo al suo tempo. Il male di Lotpr corruppe lentamente lo spirito di Balder, portandolo ad ideare il piano per la resurrezione di Jubileus e dando il via agli eventi del primo gioco. Sarà giocabile in modalità multiplayer, dopo aver completato il 13º capitolo della modalità Doppia Apoteosi.

### Loki
Un ragazzino con un monile dorato al collo, che può aprire le porte del monte Fimbulventr. Loki è, insieme a Loptr, una delle due metà del dio del Caos, Aesir. Combatte gli angeli con delle carte incantate, e sostiene di essere detentore di un potere chiamato "Ricordo del tempo" col quale può ricreare ciò che è stato distrutto, mentre gli venne affidato anche il potere di controllare gli "Occhi del Mondo". Purtroppo non ricorda nulla del suo passato, ma sarà un alleato di Bayonetta e l'aiuterà a varcare le vere Porte dell'Inferno. Sarà un personaggio brevemente giocabile durante il corso del gioco.

## Gerarchia della Laguna

### Nemici
- Affinity: Angeli della Terza sfera

I primi nemici e i più semplici da affrontare. Sono servi del Paradiso che occupano la parte più inferiore della gerarchia angelica, il girone della Terza Sfera degli Angeli. Assomigliano a degli uccelli antropomorfi con una maschera rossa dotata di un occhio, sulla quale è posizionata l'aureola. Ve ne sono di molti tipi: il più comune brandisce una lancia con la lama a forma di sole, mentre altri brandiscono mazze chiodate. Alcuni sono armati di strumenti musicali dai colpi energetici, come trombe e tube, e i più grossi di questa categoria non possiedono le ali e hanno una maschera a ventaglio verde. Ve ne è anche una versione più corazzata, infuocata e armata di alabarda. In Bayonetta 2, compaiono solo all'inizio del gioco, durante il prologo, per poi venir sostituiti dagli Acceptance, e durante il tredicesimo capitolo, quando Bayonetta viene trasportata nella Vigrid del passato.
- Dear & Decorations: Angeli della Terza Sfera

I Dear, dai volti anziani, sono circondati dai Decorations, simili a Cupido: infatti, si dice che le loro frecce possono far innamorare le persone. Benché posseggano poteri limitati, i Dear, in presenza dei Decorations, possono proteggersi con uno scudo difficile da penetrare.
- Enchant: Angeli della Terza sfera

Gli Enchant, per la loro forma di "ruota da carro", sono più simili ai Troni e hanno l'aureola davanti a ognuna delle due facce. Sono i guardiani del regno di Dio e consentono la comunicazione con il Paradiso. Di solito si muovono in gruppi, e attaccano prendendo fuoco o dividendosi a metà. Possono essere trovati appiattiti sui pavimenti o appesi ai soffitti o alle pareti.
- Applaud: Arcangeli della Terza sfera

Gli Applaud sono un gradino sopra gli Affinity, e quindi sono classificati come Arcangeli. Un Applaud è molto simile ad un Affinity, ma più grande e forte, con una veste e una maschera blu dalla quale escono piume dorate. Sempre come gli Affinity, possono brandire diversi tipi di armi, come una lancia con la lama a forma di sole. Un altro tipo presenta una veste rossa e una maschera viola che ricorda un uccello e sono armati di una lama seghettata, che può essere utilizzata come una coppia di spade o come arco.
- Irenic: Principati della Terza sfera

Sono delle automobili angeliche con aureole al posto delle ruote che compaiono solo durante il capitolo "Route 666". Possono raggiungere delle velocità elevatissime e sono i messaggeri del Paradiso; si dice che siano la base della realizzazione delle prime macchine, a causa di alcuni loro avvistamenti nel XVIII secolo. Possono essere distrutti con pochi colpi, e attaccano semplicemente facendo cadere ostacoli o lanciando mine, nonostante molto spesso abbiano il supporto di un Affinity posto sulla cappotta. Una variante più pericolosa, invece, presenta una Joy.
- Ardor: Principati della Terza sfera

Sono angeli simili agli Applaud, ma rivestiti con una corazza rossa e armati di una grande spada e di un ampio scudo che li difende dalla maggior parte degli attacchi. Rappresentano il grado più alto della Terza Sfera. Come gli Affinity, presentano una variante infuocata.
- Beloved: Poteri della Seconda Sfera

Sono degli esseri enormi dediti alla distruzione dei nemici del Paradiso, e se ne possono trovare di vari tipi. I Beloved normali hanno delle decorazioni verdi e delle ali piccole per la loro statura; possiedono una maschera con la faccia da bambino che copre il volto, tranne la mandibola, simile a una visiera a creste, e brandiscono una grossa ascia bipenne; l'aureola è presente sulla testa. Il secondo tipo presenta decorazioni violacee e ha la maschera simile al volto un adolescente. Il terzo tipo, invece, presenta un volto più vecchio e barbuto. Il quarto tipo è presente solo nel capitolo "Isla del Sol": si presentano di colore nerastro, con un visore notturno a tre occhi rossi e brandiscono un grosso fucile che spara sfere infuocate.
- Kinship: Poteri della Seconda sfera

Dalla forma di navi con l'aureola presente a prua, sono molto potenti e hanno varie capacità, come lanciare una serie di missili guidati, sparare raggi laser distruttivi e attaccare tutti i passeggeri indesiderati con dei ganci artigliati. Guidano le schiere angeliche in battaglia e pare che l'Arca dell'alleanza non fosse altro che un Kinship.
- Fairness: Virtù della Seconda Sfera

Appaiono come grifoni dotati di enormi fauci corazzate. Questi angeli sono incaricati dell'amministrazione dei miracoli, e quando si presentano nel mondo terreno vengono avvolti dalle fiamme, simbolo del loro coraggio. Presentano cinque aureole: quattro sulle zampe e una sulla coda, e sopra la testa è posizionato un mirino.
- Grace & Glory: Virtù della Seconda sfera

Grace, avvolto dalle fiamme, e Glory, comandante del fulmine, sono Virtù della Seconda sfera. Sono angeli gemelli di indole selvaggia e conducono i soldati del Paradiso in battaglia. L'arma che li contraddistingue è un paio di grossi artigli metallici, mentre ciò che colpisce l'aspetto è una maschera che nasconde i volti. Di solito appaiono insieme, e sono potenti e abili combattenti in mischia. Possiedono tre aureole: una sulla testa e due sulle gambe. Assomigliano ad Agni e Rudra, demoni gemelli del fuoco e del vento di Devil May Cry 3.
- Fearless: Dominio della Seconda sfera

Sono grifoni corazzati simili ai Fairness, con cui spesso si manifestano, con la differenza che sfruttano l'elemento del fulmine e hanno una coda retrattile dotata di lame affilate. Sono il simbolo della giustizia divina e si dice che i fulmini siano opera loro.
- Harmony: Dominio della Seconda sfera

Sono angeli volanti simili a degli Affinity in miniatura, ma dotati di un mantello che li fa assomigliare a delle mante, dotati di due braccia e una coda a tridente, e poteri basati sui fulmini. Sono difensori del Paradiso, simboli di pace, e si dice che le loro apparizioni producano l'aurora. Hanno due aureole sopra le ali e una sulla coda.
- Inspired: Troni della Prima sfera

Dalla forma di grossi serpenti rossastri simili a draghi, gli Inspired sputano sfere di fuoco o colpiscono il nemico con la grossa coda. Tuttavia, pur essendo Troni, gli Inspired ricordano dei Serafini, angeli dal grado più alto, raffigurati come draghi serpentini che si mordono la coda, in modo simile all'Ouroboros. L'aureola è situata sopra la testa. Una variante è di colore verde scuro con le ali e gli ornamenti d'argento.
- Braves: Cherubini della Prima sfera

Assomigliano al secondo tipo dei Beloved, ma in miniatura, con decorazioni rosso acceso e più veloci e pericolosi. Si manifestano come tre Braves che "indossano" l'aureola della Seconda sfera, ma possono unirsi per formare un Cherubino, delle dimensioni di un Beloved, con l'aureola della Prima Sfera. Possiedono la forza fisica più alta fra tutti gli angeli.
- Golem: Congegno occulto

Nemico affrontato da Bayonetta due volte, si tratta di un'arma creata tempo addietro dalle Streghe di Umbra e dai Saggi di Lumen per proteggere i rispettivi territori. Assomiglia ad un'enorme sfera composta da blocchi che si spostano per poter assumere varie forme, simili a quelle dei demoni invocati dalla protagonista con le Apoteosi. Il suo unico punto debole è il nucleo rosso che si trova al suo interno; nella sua forma originale, è impossibile colpirlo, solamente durante le trasformazioni rimane scoperto e indifeso.
- Gracious & Glorious: Serafini della Prima sfera

Assomigliano in tutto e per tutto a Grace & Glory, solo che sono più potenti e veloci. Inoltre, hanno rispettivamente un'armatura bianca e una dorata e non indossano le maschere, rivelando dei volti femminili.
- Joy: Serafini della Prima sfera

Angelo completamente sul livello spirituale. Generalmente si presentano con fattezze femminili, benché in realtà siano dei muta-forma. Scendono in campo solo quando affrontano avversari del calibro delle Streghe di Umbra ed è per questo che sembrano ricordare Bayonetta nell'aspetto fisico. Possiedono l'aureola sopra la testa. Essendo le Joy membri dei Serafini della Prima Sfera, possono essere considerate come uno dei nemici più forti di tutto il gioco. La loro agilità, unita alle capacità di duplicarsi e di assumere molteplici forme, trasformando parti del corpo in armi, le rende molto pericolose.
In Bayonetta 2 vengono introdotte delle nuove schiere di angeli, totalmente diversi da quelli nel primo gioco. A parte gli Affinity, gli angeli della precedente Gerarchia della Laguna compaiono solo durante il tredicesimo capitolo, quando Bayonetta viene trasportata nella Vigrid del passato, insieme alle Virtù Cardinali.
- Acceptance: Angeli della Terza Sfera

I primi e i più semplici nemici che si devono affrontare. Giocano un ruolo simile agli Affinity del primo gioco, in quanto che occupano la parte più inferiore della gerarchia angelica. Si tratta di centauri alati ricoperti da un'armatura blu, la cui caratteristica principale è l'enorme volto che occupa tutto il loro torso. Per combattere, utilizzano delle lance. Definiti in diverse leggende come simbolo di morte e accettazione, si dice che trasportino in Paradiso le anime di coloro che si trovano a un passo dalla morte, ignorando le azioni passate e le suppliche di una seconda possibilità.
- Cachet & Compassion: Angeli della Terza Sfera

Sembrano sostituire i Dear & Decorations del primo gioco, in quanto i Cachet conducono in battaglia i Compassion più piccoli. A differenza dei Dear, i Cachet hanno il volto più giovane, e sembrerebbero essere più grandi. Si dice che in passato questi angeli fossero delle armi sacre portate in Paradiso dagli eroi a cui appartenevano, divenendo i guardiani delle Porte del Paradiso.
- Accolade: Arcangeli della Terza Sfera

Angeli molto simili agli Acceptance, ma più grandi e forti. Sono riconoscibili per il fatto che indossano un'armatura rossa, e rivestono un ruolo molto simile agli Applaud del primo gioco. Sono i più abili a utilizzare l'arsenale del Paradiso e si dice che rispondano alle preghiere dei fedeli donando loro temporaneamente alcuni di questi strumenti divini.
- Enrapture: Arcangeli della Terza Sfera

Gli Enrapture sono dei piccoli angeli dal corpo tondeggiante, decorato con pizzi e ornamenti d'oro. Hanno quattro braccia, ciascuna delle quali ha dita con lunghi artigli. La loro caratteristica più evidente è la grande arma a forma di sole, con gioielli decorativi rossi e verdi, dalla quale scagliano attacchi magici e potenziano gli angeli che gli accompagnano. Per muoversi, gli Enrapture fluttuano in aria. Benché facciano parte della Terza Sfera, gli Enrapture sono gli angeli più antichi mai esistiti, creatori del concetto di fede con cui comunicano con gli esseri umani tramite lo spirito.
- Fidelity: Arcangeli della Terza Sfera

Angelo simile a un calamaro, dal corpo tondeggiante ornato di numerose alette d'oro (dato che l'oceano è un luogo sacro molto vicino al Paradiso) e con sei tentacoli che spuntano da dietro, Fidelity ha il compito di trascinare gli uomini che disturbano la serenità della vita nelle profondità dell'oceano. Abile sia nelle battaglie terrestri che in quelle subacquee, attacca con lame energetiche che partono dall'estremità dei suoi tentacoli o con proiettili di energia che l'angelo spara dalla sua bocca.
- Allegiance: Principati della Terza Sfera

Centauri alati simili agli Acceptance e agli Accolade, ma di gran lunga più pericolosi. Il loro corpo è completamente coperto da una spessa armatura dorata e può essere armato di una lunga spada d'oro, che può ricoprirsi di fiamme ed estendersi in modo simile a una frusta, o di uno scudo a forma di sole che si può dividere in sezioni più piccole. Si dice che gli Allegiance appaiono davanti ai re che hanno pregato la nascita di un eroe e anche di averli distrutti qualora avessero un cuore oscuro.
- Belief: Poteri della Seconda Sfera

Giganteschi angeli simili per dimensioni ai Beloved del primo capitolo. Sono caratterizzati da un grosso busto, con un volto angelico nel punto in cui dovrebbe esserci il pettorale sinistro, e da uno spesso e lungo tentacolo in corrispondenza del braccio destro, il quale rappresenta il loro unico mezzo di offesa.
- Worship: Poteri della Seconda Sfera

Gigantesca corazzata angelica, simile ai Kinship del primo gioco, ma dal design decisamente più elaborato. I suoi attacchi consistono in proiettili di energia, attacchi laser e missili angelici. Possiede inoltre due piccoli volti laterali, che possono aprirsi e rivelare una serie di mostruose mascelle che attaccano e mordono Bayonetta. Se ne affronta solamente uno nel capitolo quattordici, ma, nonostante la sua dimensione, non è un nemico difficile da sconfiggere, soprattutto a causa del fatto che in quel momento si utilizza l'Armatura di Umbra.
- Urbane: Virtù della Seconda Sfera

Altro angelo di dimensioni colossali, costituito da un corpo sproporzionato dotato di gambe esili e busto piuttosto largo, al centro del quale è presente un piccolo volto. Brandiscono delle enormi mazze dotate di catene ricoperte di fiamme. Si dice che il loro aspetto derivi dalle paure inconsce degli esseri umani. Può apparire da solo o insieme alla sua controparte Gravitas.
- Gravitas: Domini della Seconda Sfera

Giganteschi angeli identici per dimensioni e aspetto agli Urbane. L'unica differenza è che brandiscono delle enormi mazze dotate di catene intrise dell'elemento ghiaccio. Può apparire da solo o insieme alla sua controparte Urbane.
- Resplendence: Troni della Prima Sfera

Gigantesco dirigibile angelico ornato con ali metalliche dorate e da numerosi volti. È il più grande angelo tra le forze del Paradiso, e per questo motivo anche il più resistente. Resplendence ha la capacità di sparare un raggio laser esplosivo dalla bocca centrale, oltre che a trasportare le forze angeliche come una vera e propria nave da guerra. Bayonetta non lo combatte mai direttamente; prima gli lancia addosso Sapientia, e poi lo abbatte con l'esplosivo dell'Armatura di Umbra dopo lo scontro con Iustitia.
- Valiance: Cherubini della Prima Sfera

Cavaliere celeste dal corpo muscoloso e rosso, ricoperto da un'armatura d'oro e avorio dotata di un paio di splendenti ali dorate. La sua caratteristica principale è la mancanza di testa, incastonata invece nell'elsa di una gigantesca spada dalla lama nera, tenuta in posizione verticale quando deve parlare.

### Boss
- Jeanne

Strega di Umbra rivale di Bayonetta. Questo perché, cinquecento anni fa, lei fu scelta come potenziale erede del clan e, dovendo scegliere un'avversaria contro cui battersi, scelse Bayonetta. Dopo la vittoria delle Streghe sui Saggi di Lumen, e la successiva caccia alle streghe, Jeanne, nel tentativo di proteggere il tesoro del clan, l'Occhio Sinistro, chiuse Bayonetta in una bara, che poi getta sul fondo di un lago. 
Dopo che Balder le fa il lavaggio del cervello e la costringe a lavorare per lui, Jeanne si schiera dalla parte degli angeli e delle Virtù cardinali, scontrandosi con Bayonetta per ben quattro volte. Sconfitta definitivamente a Isla del Sol, Jeanne apparentemente muore per l'esplosione di due razzi, ma in realtà sopravvive, e riesce a salvare Bayonetta dal diventare l'occhio sinistro di Jubileus, aiutandola poi contro quest'ultima.
Jeanne ha le stesse abilità di Bayonetta, ottenute facendo un patto con un demone conosciuto come Madama Styx.
All'inizio del secondo gioco, la sua anima verrà trascinata all'Inferno, dove verrà divorata da un demone, Alraune. Bayonetta riuscirà a salvarla, e aiuterà i protagonisti nella battaglia finale contro Aesir. Sarà giocabile nella nuova modalità multiplayer, ma sbloccabile anche nella modalità principale una volta finito il gioco. Jeanne ha i capelli molto più lunghi in questo capitolo e il suo outfit consiste in una tuta da motociclista rossa e degli occhiali a forma di gatto.
- Fortitudo

Virtù cardinale della fortezza, personificazione del coraggio e della forza d'animo, è conosciuto come Portatore della Fiamma. Come tutte le altre Virtù, Fortitudo vanta dimensioni colossali e presenta un'enorme aureola sopra di esso. Si presenta con la forma di un drago a due teste con un'armatura blu a sinistra e rossa a destra e un grande volto rovesciato sul petto, con il quale riesce a comunicare. Oltre alla forza smisurata, Fortitudo possiede poteri basati sul fuoco, come sputare sfere infuocate o ricoprire interi paesaggi di lava.
Il clone di Fortitudo, Courage, è simile al suo originale, ma di colore verde, con meno ornamenti e con abilità più ridotte; inoltre, le due teste di drago non presentano le corna. Come tutte le Virtù cardinali, Fortitudo parla in Enochiano, l'antica lingua degli Angeli, che solo i Saggi di Lumen e le Streghe di Umbra capiscono.
- Temperantia

Virtù cardinale della moderazione, personificazione dell'astinenza, è conosciuto come Manipolatore del Vento. Come tutte le altre Virtù, Temperantia vanta dimensioni colossali e presenta un'enorme aureola sopra di esso. Il suo corpo, simile per forma a quello di una matrioska con alcune parti verdi, è paragonato ad un castello, mentre le braccia, alle cui maniche sono attaccati dei tubi, ad alberi. In tutto il suo corpo vi sono disseminati dei "nervi", i soli punti, oltre al volto, in cui è possibile ferirlo. Oltre alla forza smisurata, Temperantia possiede poteri basati sul vento e le tempeste, essendo capace di provocare violente bufere con la sua sola presenza. Oltre a ciò, può sparare proiettili di vento dalle dita tubiformi, dagli occhi e dalla fronte, generare tornado simili a serpenti o spade. Il suo clone, Temperance, è praticamente identico al suo originale, ma completamente verde, senza punti nevralgici e con abilità più ridotte.
- Iustitia

Virtù cardinale della giustizia conosciuta come Donatrice di Vita. Come tutte le altre Virtù, Iustitia vanta dimensioni colossali e presenta un'enorme aureola sopra di esso. Il suo corpo è un aggregato di volti fusi in una sfera, dei quali dalla bocca dei più grandi sette fuoriescono altrettanti tentacoli, di cui tre presentano volti di bambino (alla cui radice è presente un "cuore"), mentre gli altri quattro (per un totale di sette tentacoli) sono dei bulbi spinati che permettono all'angelo di attaccare in vari modi, come emanare miasmi velenosi o secernere linfa immobilizzante; un ulteriore volto, situato in cima alla sfera e dalle sembianze di un bambino, permette alla Virtù di comunicare. A causa di questo aspetto, viene scambiata a volte per un demone, ma le molte facce simboleggiano il cambiamento del punto di vista su ciò che è giusto e su ciò che è sbagliato.
Il suo clone, Justice, è praticamente identico al suo originale, ma presenta un solo lato, in altre parole, tre tentacoli, con quello principale dal viso di bambino, e quindi un solo cuore.
- Sapientia

Virtù cardinale della prudenza, conosciuto come Controllore dei Mari. Come tutte le altre Virtù, Sapientia vanta dimensioni colossali ma, a differenza di queste ultime, presenta quattro aureole sui gomiti delle zampe. Il suo aspetto è quello di un drago-lucertola corazzato con la bocca situata sopra la testa, armata di due corna taurine, e pesantemente armato con missili, laser e altre armi. Il suo elemento naturale è quello dell'acqua: non solo è un nuotatore potente, ma può galleggiare sull'acqua, nonostante la sua massa, e può generare un vortice. Possiede anche un carattere narcisista. Si dice che solo grazie al suo volere Mosè riuscì a dividere il Mar Rosso. Il suo clone, Prudence, è praticamente identico all'originale, ma dell'arsenale originale presenta solo due serie di lanciarazzi posti dietro il corpo e le ali sono più piccole.
- Padre Balder

L'ultimo dei Saggi di Lumen, il cui nome, Balder, è lo stesso del dio della luce e della bellezza norreno. È l'antagonista principale del gioco, capo del Gruppo Solstice, Occhio destro della Creatrice e padre di Cereza/Bayonetta. Cinquecento anni prima, Balder fu il primo ad attaccare, seppur indirettamente, le streghe di Umbra, concependo con la strega Rosa, Bayonetta, l'Occhio sinistro, il che condannò non solo i suoi compagni Saggi, sterminati dalle Streghe dopo una sanguinosa guerra, ma anche le stesse streghe di Umbra, aizzando gli umani in una caccia alle streghe che portò al completo sterminio del clan. Diventato il capo di una potente corporazione, la Solstice, attira Bayonetta a sé tramite una versione passata di se stessa, in modo da risvegliare il suo Occhio sinistro. Balder combatte contro Bayonetta, che apparentemente lo uccide, ma successivamente la cattura, inserendola nell'occhio sinistro di Jubileus, mentre lui prende posto in quello destro. Tuttavia, Jeanne li segue e libera Bayonetta dal suo destino, lasciando che Balder venga consumato dalla Creatrice, innescando la sua resurrezione. In quanto ultimo dei Saggi di Lumen e Occhio destro di Jubileus, Balder è incredibilmente potente. I suoi poteri sono la fotocinesi, con la quale crea lame e raggi energetici, la pirocinesi, con la quale genera sfere di fuoco o colonne di lava, la telecinesi, con cui riesce a sradicare interi palazzi e a comandare un satellite spaziale a distanza, e l'assorbimento di energia demoniaca, con la quale riesce a ripristinare la sua energia assorbendo quella dei demoni.
Nel film anime Bayonetta: Bloody Fate, viene spiegato che Balder era innamorato veramente della strega Rosa. Benché entrambi sapessero che il loro amore era proibito e contro le regole dei clan, decisero di ignorarlo. Poco dopo la nascita di Cereza/Bayonetta, le streghe di Umbra e i Saggi di Lumen scoprirono la verità e iniziarono una guerra. Balder fu esiliato e Rosa venne imprigionata. Impazzito per quello che fecero alla sua famiglia, Balder accusò il mondo di averlo separato dalle persone che amava. Spinto dalla follia, distrusse il clan delle streghe ed infine il suo. 
Da quel momento, iniziò i progetti per far risvegliare la dea Jubileus perché distruggesse il mondo che tanto odiava per crearne uno nuovo.
- Jubileus: La Creatrice

Boss finale del gioco e governatrice del Paradiso, la Creatrice che Balder e le Virtù cardinali tentano di far risorgere. Il vero nome di Jubileus, come scritto nel mito, è in realtà costruito da una serie di sillabe impronunciabili agli esseri umani, che rimangono incapaci di catturare la sua vera gloria. Prima dei tempi, quando il Primo Armageddon divise l'universo in luce, buio e caos, Jubileus cadde in un sonno profondo. Durante il gioco non compare mai, ma le Virtù cardinali e Padre Balder, una volta sconfitti, esclamano Che la grazia di Jubileus sia con te!. Durante il finale, in cui si scopre che gli Occhi del Mondo non sono altri che gli occhi di Jubileus, rappresentati da Balder, il destro, e da Bayonetta, il sinistro, Balder cattura Bayonetta, prendendo posto entrambi nella statua di Jubileus, scagliandola poi nello spazio. Mentre Jeanne salva Bayonetta dal suo destino e può combattere contro la dea, Balder viene letteralmente consumato dalla Creatrice, che risorge. Jubileus viene finalmente sconfitta quando Bayonetta evoca un potentissimo demone, la Regina Sheba, sua controparte dell'Inferno, che con un pugno la scaglia verso il sole.
I poteri di Jubileus sono superiori a qualsiasi altro nemico affrontato. Il fulcro della sua energia sono le gigantesche ciocche dei suoi capelli, che pianta nello scenario circostante per scagliare gli attacchi. Su ogni ciocca è presente un volto, in grado di scagliare attacchi di fuoco, di ghiaccio o di fulmine, oltre a poter trasformare l'ambiente circostante in un mare di lava, una distesa di ghiaccio o in un tornado, oltre che generare piccole galassie in grado di trasformare temporaneamente Bayonetta nella piccola Cereza e un buco nero capace di scagliarla nello spazio. Tuttavia, dato che questa è solo metà del suo potere, quello reale rimarrà sconosciuto.

## Demoni infernali

### Nemici
- Hideous: Adoratore dell'Odio

Demone base simile agli Affinity del primo gioco, appare come una versione infernale dei suddetti, con il corpo violaceo e lucido dalle forme spigolose. Come gli Affinity, combattono con numerosi armi, la più comune è una falce, ma possono utilizzare anche una coppia di spade o armi da fuoco; tuttavia, al contrario della loro controparte angelica, si muovono in modo disordinato ed è facile prenderli in singolo. Appartengono a un clan che infestano le Malebolge.
- Hatred: Detentore dell'Ostilità

Versione infernale degli Applaud del primo gioco. Sono simili agli Hideous, con la differenza che il corpo è più decorato rispetto alla loro controparte inferiore. Brandiscono un'unica arma, una falce dalla doppia lama. Si dice che un Hatred nasca quando un Hideous, non trovando fonti di cibo, cominci a divorare i suoi simili, ed esattamente come gli Applaud si erge al di sopra degli Hideous.
- Fury: Mietitore del Rancore

Piccolo demone proveniente dal diabolico bosco Johnson Forest, costituito da una testa da drago, una coda di serpente e un paio di ali da pipistrello con un occhio rosso al centro, da cui può sparare speciali colpi magici in grado di rallentare i movimenti di Bayonetta. Si dice che tormentino il sonno degli umani affetti da isteria per poi divorarli.
- Pain: Macchina dell'Agonia

Demone meccanico costituito da una serie di ingranaggi affilati, che usa per muoversi e attaccare; secondo una leggenda le ruote sarebbero state degli strumenti di tortura che un giorno presero vita e si reincarnarono all'Inferno. Nella sua forma "sigillata", prende l'aspetto di una bara.
- Greed: Cerbero degli Elementi

Demone tricefalo formato da due corpi fusi assieme per la vita; uno con due teste e l'altro con una sola, entrambi dotati di due lunghe zampe anteriori. Come evidenziato dal suo titolo, può usare gli elementi fuoco e ghiaccio per attaccare Bayonetta e Loki durante il loro viaggio nell'Inferno. Si dice che abbia nove stomaci con i quali digerisce le anime, tagliandole via per l'eternità dal ciclo di morte e rinascita.
- Pride: Guardiano della Fiamma

Demone simile a Pain ma di colore scarlatto. A differenza della maggior parte dei demoni questo ha origine angelica: un tempo, infatti, serviva Dio come carro infuocato, ma venne corrotto dalla superbia e sprofondò all'Inferno. Chiunque voglia fare un patto con questo demone dovrà cedergli gli occhi e le orecchie in cambio di potere e piaceri terreni. Tuttavia è molto pericoloso fare un patto con Pride in quanto è lui che tira le redini, non l'evocatore, e una volta che le fiamme del carro vengono accese nemmeno lui è in grado di spegnerle.
- Malicious: Sguardo della Morte

Malicious è un demone che uccide le creature infernali per prenderne il nome (lo stesso nome Malicious non è veramente il suo), e tradisce alla prima occasione chi è abbastanza folle da stringere un patto con lui. Presenta un corpo umanoide, composto dalla vita in giù da una sfera tondeggiante, mentre le sue braccia sono lunghe ali dotate di piume affilate. Svolgono un ruolo simile agli Enrapture, potenziando i demoni che li accompagnano o tentando di stordire Bayonetta con attacchi magici. Se la strega gli si avvicina troppo, il demone la attaccherà sferzandola con le ali.
- Resentement: Distruttore dell'Esistenza

Demone simile a un nāga, nato nel fango dell'Inferno assorbendo sentimenti di odio e rancore delle famiglie morte in modo innaturale. La sua testa è solo un cappuccio vuoto, mentre il suo braccio destro è sostituito da un'appendice che il demone usa sia come spada che come frusta. Oltre ad attaccare con la sua arma, Resentement tenterà più volte di afferrare Bayonetta con la coda per strapparle l'anima, o di colpirla con un fascio di energia sparato dalla sua testa capace di trasformarla per qualche istante nella piccola Cereza. Resentement è uno dei pochi nemici in grado di causare morte istantanea: se riesce a colpire Bayonetta con quest'ultimo attacco, il demone inizierà a muoversi velocemente verso di lei, e se riesce ad avvicinarsi la ingoierà per intero, provocando un Game Over istantaneo.
- Sloth: Seguace degli Estremi

Demone umanoide specializzato nel rapire le anime dei credenti durante la loro ascesa al Paradiso. È dotato di ben sei braccia, due delle quali al posto delle gambe. Avendo sei braccia, Sloth è capace di maneggiare altrettante spade (avidità, oscenità, dubbio, idiozia, rabbia e arroganza), il che, sommato all'elevata velocità con cui esegue gli attacchi, lo rende uno dei nemici più impegnativi del gioco.
- Phantasmaraneae: Tessitore del Fuoco

Demone aracnide evocato da Bayonetta nel primo gioco per sconfiggere Sapientia. Bayonetta dovrà affrontare il suo ex-alleato nelle profondità dell'Inferno, e il demone la combatte utilizzando esplosioni di fuoco e potenti attacchi fisici.

### Boss
- Gomorrah: Divoratore degli Angeli

Demone simile ad un drago che, nel primo gioco, aiuta Bayonetta molte volte, almeno prima che padre Balder gli spezzasse il collo. Dopo la sconfitta di un Belief, lo si vede rivoltarsi contro Bayonetta per un motivo ignoto, uccidendo Jeanne e venendo ucciso dalla strega utilizzando Labolas.
- Glamor: Serafino della Prima Sfera

Glamor è un angelo di alto grado che appare come boss in varie parti del gioco. Ha l'aspetto di un drago-serpente ricoperto di gioielli e decorazioni dorate. Ha due teste: una di drago, con la quale può sparare punte di ghiaccio ed emettere ruggiti bestiali, e una grande testa umana capovolta proprio sotto di essa, con il quale il drago è capace di parlare e comunicare. Di fianco a quest'ultima, sono presenti due grandi ali dorate, che l'angelo utilizza per volare. La caratteristica principale di Glamor è di avere un corpo estremamente lungo, dotato di molteplici zampe artigliate che lo rendono più simile a un centopiedi. Durante la battaglia col boss si affrontano altri tre identici a lui.
- Valor: Cherubino della Prima Sfera

Valor è un angelo di alto grado, appartenente alla categoria dei Cherubini, una delle più alte nella gerarchia angelica. Appare come un gigantesco cavaliere rivestito di una pesante armatura dorata, armato di uno spadone dorato enorme e sproporzionatamente lungo, e di uno scudo a forma di sole, nel quale è incastonato il suo volto. Attacca ferocemente con la sua spada e con i bordi affilati del suo scudo per formare delle combo.
- Insidious: Pozzo di anime

Demone che appare come una mostruosa manta gigante, con il motivo di un teschio sul ventre e un grande occhio su ciascuna delle sue ali. 
Abile sia nelle battaglie aeree che in quelle subacquee, gli occhi sulle sue ali possono scagliare potenti attacchi laser, proteggendosi dalle offensive con dei tentacoli simili a delle lunghe ciglia, nonché estroflettersi e aprirsi come delle bocche dentate. La sua bocca centrale può sparare missili e risucchiare qualunque cosa, immagazzinandola all'interno del suo corpo.
- Alraune: Seduttrice del Delirio

Demone dalle sembianze femminili che in qualche modo è riuscito a mettere le mani sull'anima di Jeanne. Un tempo era la figlia di una nobile tenuta che si tolse la vita con del veleno di mandragora per vendicarsi del marito che l'aveva abbandonata. Il veleno le straziò l'anima, facendole avere incubi e allucinazioni, finché non si reincarnò all'Inferno. Sembra avere un conto in sospeso con Madama Butterfly, anche se non viene spiegata la ragione, e brama di diventare la regina dell'Inferno. Può attaccare con le sue unghie affilate, evocando dal terreno piante che bloccano i movimenti di Bayonetta, o tentando di estrarre la sua anima per prosciugarle la vita. Utilizzando il potere dell'anima di Jeanne, può sfoderare una seconda forma, la "Seduttrice della Follia", trasformando la parte inferiore del suo corpo in una creatura simile ad uno scorpione. Dopo averla sconfitta e aver salvato Jeanne, Rodin la trasforma in una delle sue armi, Alruna.
- Loptr: il Profeta

Antagonista principale del gioco, Lotpr è, insieme a Loki, una delle due metà del dio del Caos, Aesir. A Lotpr venne dato il potere profetico, combinato al potere della Rimembranza del Tempo, per tenere traccia dei progressi del mondo. Tuttavia, essendo Loptr la parte negativa di Aesir, cominciò a desiderare di ridiventare Aesir ancora una volta. Durante la caccia alle streghe, fu Loptr a uccidere la madre di Bayonetta, Rosa, usando questo evento per manipolare un giovane Balder portandolo dal passato. Quando Bayonetta e Balder raggiungono la cima del monte Fimbulvetr, Loptr assorbe prima il potere di Loki, per poi prendere l'Occhio Destro di Balder e l'Occhio Sinistro di Bayonetta, trasformandosi e diventando nuovamente Aesir, con l'intento di dominare il mondo umano. Dopo una lunga lotta, Loki lo priva dei suoi poteri (dal momento che il vero potere di Aesir sta nel "nulla"), e Balder e Bayonetta evocano Jubileus e la Regina Sheba per scagliare il suo corpo verso la bocca di Gomorrah, evocato da Jeanne. La sua anima viene assorbita da Balder per impedirgli di reincarnarsi, prima di scomparire di nuovo al suo tempo. Il male di Lotpr corromperà lentamente lo spirito di Balder, portandolo a ideare il piano per la resurrezione di Jubileus.
Loptr viene combattuto per ben due volte durante il gioco. Nella sua forma infantile, come Loki, combatte con delle carte incantate, ed evocando 6 braccia formate da energia blu, usandole per colpire e afferrare oggetti per utilizzarli in combattimento. La portata di queste mani si estende fin nello spazio, come mostrato quando Loptr afferra un asteroide per lanciarlo contro Bayonetta.
Nella sua forma adulta, Loptr può usare le stesse braccia evocate in un modo simile alla Chioma Malefica delle Streghe di Umbra, creando anche uno scudo per bloccare gli attacchi e fasci di energia estremamente distruttivi.
- Aesir: il Guardiano

Boss finale di Bayonetta 2. Se Jubileus domina sulla luce e sul Paradiso, e se la Regina Sheba domina sulle tenebre e sull'Inferno, Aesir è colui che domina sul Caos, nonché il vero creatore e sovrano del mondo umano. Aesir fu colui che creò gli Occhi del Mondo per mantenere l'equilibrio del mondo umano, dividendo poi il suo essere in due entità: una metà positiva, Loki, a cui fu affidato il potere di controllare gli Occhi del Mondo, e una negativa, Lotpr, al quale venne affidato il potere profetico per tenere traccia dei progressi del mondo umano. Lotpr riesce a ottenere il potere di Aesir assorbendo sia il potere di Loki che gli Occhi del Mondo da Balder e Bayonetta, scontrandosi con loro fino a quando Loki non lo priva del potere divino appena ottenuto.
I poteri di Aesir sono molteplici: può modificare la sua dimensione a piacimento, creare gigantesche braccia di energia per attaccare, esplosioni di energia magica ed evocare diverse tecnologie umane attraverso lo spazio-tempo. Tuttavia, Loki rivela che il vero potere di Aesir sta nel "nulla", ovvero il potere di portare ogni cosa al nulla.